# Roger Myerson
Roger Bruce Myerson (ur. 29 marca 1951 w Bostonie) – amerykański ekonomista, laureat Nagrody Banku Szwecji im. Alfreda Nobla w dziedzinie ekonomii w 2007 roku.
Studiował matematykę stosowaną. Studia ukończył na Harvardzie w 1973, tam też uzyskał stopień doktora w 1976. Później w latach 1976–2001 pracował na Northwestern University w Evanston, na północnych przedmieściach Chicago. Od 2001 roku jest profesorem na Uniwersytecie Chicagowskim.
Wraz z Leonidem Hurwiczem i Erikiem S. Maskinem 15 października 2007 roku otrzymał Nagrodę Banku Szwecji im. Alfreda Nobla za mikroekonomiczne modele, które mają pomagać w ocenie funkcjonowania i efektywności różnych rynków.

## Publikacje
- Game Theory: Analysis of Conflict, Harvard University Press, 1991
- Probability Models for Economic Decisions, Duxbury Press, 2005